# U-NEXT HOLDINGS
株式会社U-NEXT HOLDINGS（ユーネクストホールディングス、英: U-NEXT HOLDINGS Co.,Ltd.）は、株式会社USEN、株式会社U-NEXT（2代目法人）、株式会社USEN-ALMEXなどを傘下に収める日本の持株会社。JPX日経インデックス400の構成銘柄の一つ。

## 概要
映像配信事業を行うU'sブロードコミュニケーションズが、株式会社U-NEXTに商号変更し、再編を経てUSEN-NEXT HOLDINGSへ商号変更した。
2017年12月1日、U-NEXT、USENとの経営統合で、株式会社U-NEXT（初代法人）を「株式会社USEN-NEXT HOLDINGS」に商号変更し、傘下に14社の事業会社を置く「USEN-NEXT GROUP」体制へ移行した。同時に決算期を12月31日から8月31日に変更している。
2018年6月に中国大手電子決済プラットフォーマ―のLakala（拉卡拉支付股份有限公司）日本法人であるラカラジャパンと業務提携を発表した。同年10月にはキャンシステムを完全子会社とし、有線ラジオ放送大手2社を傘下に収めることになった。同年11月、宇野康秀や田村公正がキャンシステム取締役に、工藤嘉高がUSEN-NEXT HOLDINGSの取締役に就任している。
2024年4月1日、「株式会社U-NEXT HOLDINGS」に商号変更した。

## 沿革

### U'sブロードコミュニケーションズ
- 2001年（平成13年）3月 - 株式会社USENが光ファイバーによるブロードバンド通信サービス「BROAD-GATE 01」サービス開始。
- 2007年（平成19年）
  - 2月 - 映像配信サービス「GyaO」をテレビで視聴することができる専用端末ギャオプラスを発売[3]。
  - 6月 - ギャオプラスを利用したテレビ向け定額見放題動画配信サービス「GyaO NEXT」サービス開始。
- 2009年（平成21年）
  - 2月 - 株式会社USENの子会社であった株式会社ユーズマーケティングから新設分割にて、株式会社U'sブロードコミュニケーションズを東京都港区に設立。
  - 12月 - ブランド名称をGyaO NEXTからU-NEXT（ユーネクスト）へ変更。
- 2010年（平成22年）6月 - ソニー「ブラビア」の「〈ブラビア〉ネットチャンネル」でのサービスを提供開始[4]

### U-NEXT
- 2010年（平成22年）
  - 7月 - 商号を株式会社U'sブロードコミュニケーションズから株式会社U-NEXTに変更。
  - 12月10日 - 株式会社U-NEXTマーケティングを子会社として設立。
  - 12月22日 - 株式会社USENから、会社分割にてテレビ向け有料映像配信サービス事業「U-NEXT」及び個人向け光回線等の販売代理店事業を承継し、株式会社U-NEXTの全株式を宇野康秀に譲渡[5]。
- 2011年（平成23年）5月 - 株式会社U-MXを子会社として設立
- 2012年（平成24年）
  - 4月 - シャープ「アクオス」、東芝「REGZA」、日立「Wooo」でサービス提供開始[6]。
  - 5月 - PC向け動画配信サービス提供開始[7]。
  - 7月 - パナソニック「VIERA」でサービス提供開始[8]。
  - 8月 - スマートフォン、タブレットPC向けサービス提供開始[9]。
  - 11月 - 全国のローソン店舗にて、コンビニで買える返却不要のレンタルビデオ「Movie Card」提供開始[10]。
- 2013年（平成25年）7月 - 国内初のシネコンと連動したVODサービス「イオンシネマWEBスクリーン powered by U-NEXT」を開始[11]。
- 2014年（平成26年）
  - 4月 - オンライン予約システム「KINEZO」でU-NEXTのポイントが映画チケットの購入に使える「U-NEXTポイント決済」開始。
  - 4月15日 - 東芝と協業し、電子書籍ストア「BookPlace for U-NEXT」を提供開始。
  - 5月 - ソニー「PlayStation Vita」、「PlayStation Vita TV」で映像配信開始。
  - 8月 - 高画質な映像がテレビで観られる新型セットトップボックス「U-NEXT TV」を提供開始。
  - 12月16日 - 東京証券取引所マザーズ市場に上場。
- 2015年（平成27年）
  - 2月27日 - 総務省から「光アクセス回線サービスの卸売を受けて提供するサービスへの転用に係る販売勧誘方法について」の行政指導を受ける。
  - 9月30日 - 東芝から電子書籍サービス「Book Place」を事業承継[12]。
  - 10月 - 株式会社ヤマダ電機との業務提携により、「ヤマダビデオ powered by U-NEXT」を提供開始。
  - 10月8日 - U-NEXTのユーザー・インターフェイス変更等、大幅リニューアル。31日間無料トライアルキャンペーンを開始[13]。
  - 12月18日 - 東京証券取引所市場第1部に市場変更[14][15]。
- 2016年（平成28年）
  - 3月 - アルテリア・ネットワークス株式会社から個人向け任意加入型インターネット接続サービスを譲受し、「U-NEXT光01」として提供を開始。
  - 6月 - CCC AIR株式会社と共同で「TSUTAYA movie powered by U-NEXT」の提供開始。
  - 10月 - 日本通信株式会社と協業し、「U-mobile MAX」の提供を開始。
- 2017年（平成29年）
  - 1月25日 - 格安SIM事業でヤマダ電機と組み、共同出資会社「Y.U-mobile」を設立した[16]。
  - 2月13日 - USENの株式公開買付け（TOB）実施と経営統合を発表。TOB完了後はU-NEXTがUSENを吸収合併し持株会社になると共に、U-NEXTとUSENそれぞれから事業分割を実施するグループ再編を行う[17][18]。
  - 4月4日 - 連結子会社株式会社U-NEXT SPC1、株式会社USENを連結子会社化。
  - 6月16日 - 分割準備会社として株式会社U-NEXT分割準備会社、株式会社USEN NETWORKS、株式会社USEN-NEXT LIVING PARTNERSを設立。
- 2021年（令和3年）12月 - 株式会社U-POWERを設立。

### USEN-NEXT HOLDINGS
- 2017年（平成29年）12月1日 - U-NEXT、USENとの経営統合で株式会社USEN-NEXT HOLDINGSに商号変更[2]。傘下に14社の事業会社を置く「USEN-NEXT GROUP」体制へ移行。

- 2018年（平成30年）
  - 6月 - 中国大手電子決済プラットフォーマ―のLakala（拉卡拉支付股份有限公司）日本法人であるラカラジャパンと業務提携。
  - 10月 - キャンシステムを完全子会社化。
- 2023年（令和5年）
  - 2月17日 - テレビ東京と戦略的業務提携を締結[19]。
  - 3月31日 - U-NEXTを同業の動画配信サービス「Paravi」を運営しているプレミアム・プラットフォーム・ジャパンと経営統合[20][21]。

### U-NEXT HOLDINGS
- 2024年（令和6年）4月1日 - 同年3月13日開催の臨時株主総会での承認を経て、社名を株式会社U-NEXT HOLDINGSに変更[22][23]。

## グループ会社
- 株式会社USEN
  - 株式会社USENテクノサービス
  - USEN少額短期保険株式会社
  - 株式会社マザーエンタテイメント - USEN STUDIO COASTの運営。
- 株式会社U-NEXT
  - 株式会社TACT
  - Y.U-mobile株式会社
- 株式会社USEN-ALMEX
  - ALMEX SYSTEM TECHNOLOGY ASIA SDN.BHD.
- 株式会社USEN NETWORKS
- 株式会社USEN ICT Solutions
- 株式会社USEN Media
- 株式会社USEN-NEXT LIVING PARTNERS
- 株式会社Next Innovation
- 株式会社U-MX
- 株式会社ユーズミュージック
- USEN Business Design株式会社
- キャンシステム株式会社
- 株式会社minimini-NEXT
- 株式会社U-POWER